# Paolo Attivissimo
Paolo Domenico Attivissimo (York, 28 settembre 1963) è un giornalista, scrittore, conduttore radiofonico e traduttore italiano con cittadinanza britannica e svizzera.
Di professione traduttore tecnico-scientifico italiano-inglese, è noto al pubblico per le sue pubblicazioni e i suoi blog, nei quali svolge opera di debunking delle più diffuse teorie complottiste (in particolare per quanto riguarda gli attentati dell'11 settembre 2001, la teoria del complotto lunare e le scie chimiche) e delle cosiddette "bufale informatiche".
È membro del CICAP ed ex presidente della sezione del Canton Ticino.

## Biografia
Nato a York, in Inghilterra, da famiglia italiana di origini pugliesi, si è poi trasferito in Italia trascorrendo gli anni dell'infanzia e dell'adolescenza a Bereguardo.
Diplomato in lingue, dal 1980 al 1990 ha lavorato come conduttore nelle emittenti Pavia Radio City e Radio Luna Pavia, per poi passare a World Music Radio (in quest'ultima con lo pseudonimo di John Sinclair, in omaggio all'inventore dello ZX Spectrum Sir Clive Sinclair e al personaggio John Koenig di Spazio 1999).
Successivamente, si è trasferito nel Lussemburgo, poi nel Regno Unito per cinque anni e infine dal 2005 a Lugano. Quando è in Italia risiede nella zona di Pavia.
Dal 1997 al 2001 ha curato una rubrica settimanale d'informatica su La Gazzetta dello Sport. Cura sul proprio sito web rubriche su bufale e "catene di sant'Antonio" telematiche.
Dal 2004 è creatore e autore del blog "Il Disinformatico", classificato decimo nel 2006 fra i dieci blog di lingua italiana più influenti secondo Technorati e vincitore del premio Macchianera 2008, 2009 e 2013 per il miglior blog tecnico-divulgativo di lingua italiana.
Dal 2006 è conduttore del programma radiofonico Il disinformatico su RSI Rete Tre, canale della Radio svizzera di lingua italiana.
Collabora con riviste e periodici a temi generalisti ed informatici a diffusione nazionale, è consulente per RSI, Mediaset, RAI e altre emittenti su Internet, nuove tecnologie e disinformazione nei media.
È sposato e padre di tre figli.
Il 20 novembre 2011, l'osservatorio astronomico di Cavezzo ha dedicato a Paolo Attivissimo l'asteroide 357116 Attivissimo, scoperto nel 2001.

## Pubblicazioni
- Paolo Attivissimo, Winword per tutti, Milano, Apogeo, 1994, ISBN 9788873030669, OCLC 636179921.
- Paolo Attivissimo, Il modem per tutti, 1ª ed., Milano, Apogeo, 1994, ISBN 9788873030812, OCLC 635746672.
- Paolo Attivissimo, Internet per tutti, 1ª ed., Milano, Apogeo, 1994.
- Paolo Attivissimo, Windows 3.1, Word 6 per Windows, Excel 5, Access 2, Milano, Apogeo, 1994, ISBN 9788873030959, OCLC 797729951.
- Paolo Attivissimo, Internet per tutti, 2ª ed., Milano, Apogeo, 1996  [1994], ISBN 9788873030850, OCLC 878731201.
- Paolo Attivissimo, Il modem per tutti, 2ª ed., Milano, Apogeo, 1996  [1994], ISBN 9788873032069, OCLC 955748514.
- Paolo Attivissimo, Il telefonino. Guida ragionata alla telefonia cellulare in Italia, Milano, Apogeo, 1996, ISBN 9788873031833, OCLC 878017296.
- Paolo Attivissimo e Roberto Odoardi, Da Windows a Linux, Milano, Apogeo, 2000, ISBN 9788873037354, OCLC 860588681.
- Paolo Attivissimo, L'acchiappavirus. Antivirus, firewall e un po' d'intelligenza: la ricetta per la sicurezza, Milano, Apogeo, 2004, ISBN 9788850322633, OCLC 57360934.
- Anche tu detective antibufala in Paolo Toselli (a cura di), Le nuove leggende metropolitane, Roma, Avverbi, 2005, ISBN 9788887328592, OCLC 836573596.
- Prefazione a Carlo Gubitosa, Elogio della pirateria. Dal Corsaro nero agli hacker. Dieci storie di ribellioni creative, Milano, Altra economia, Cart'armata, 2005. ISBN 88-89385-37-5.
- Attacco al World Trade Center in Massimo Polidoro (a cura di), 11/9 La cospirazione impossibile, Casale Monferrato, Piemme, 2007. ISBN 9788838468476.
- Traduzione con il gruppo di ricerca Undici settembre di David Dunbar e Brad Reagan, Popular Mechanics, 11 settembre. I miti da smontare. Perché le teorie cospiratorie non possono reggere al confronto con i fatti, Milano, Altra economia-Terre di mezzo, 2007.
- Zerobubbole Pocket. Critica tecnica del video "Zero", con il gruppo di ricerca Undici settembre, 2008-2011.
- Luna? Sì, ci siamo andati! Le risposte ai dubbi più frequenti sugli sbarchi lunari, 2009-2011. ISBN 978-1-4475-6428-7.
- Facebook e Twitter - Manuale di autodifesa, 2012-2013.